# Мартин, Ана
А́на Беатрис Марти́нес Соло́рсано (исп. Ana Beatriz Martinez Solórzano; род. 14 мая 1946, Мехико, Мексика), более известная под именем — Ана Мартин (Ana Martin) — мексиканская актриса
 и кинопродюсер.

## Биография
Родилась 14 мая 1946 года в Мехико в семье мексиканского актёра-комика Хесуса Мартинеса «Палильо». С детства мечтала стать актрисой, и уже вскоре в 1965 году ей доверяют первую роль в кино, и затем режиссёры наперебой приглашают актрису сниматься. Тогда же она берёт сценический псевдоним — Ана Мартин. Она известна не только как актриса, но и  как певица, музыкант и модель. В юности она в дополнение к актёрскому влечению поступает в музыкальную школу и попадает на курсы к величайшей певице Марии Каллас, где она получает профессиональные азы музыканта. На выпускном экзаменационном вечере, который проходил в одном из музыкальных театров она сыграла произведения Моцарта и Бетховена так, что все зрители апплодировали ей стоя. Великолепная игра актрисы привела её к красному диплому. Среди зрителей был и режиссёр Луис Алькориса, который пригласил ее в кино. Вдобавок к этому успеху последовал следующий — она в 1963 получает почётный титул Мисс Мундо Мексико. Ее успехи в кинематографе были ошеломляющими — 80 работ в кино, среди них присутствуют и сериалы. Она по-прежнему активно снимается в кино и не собирается расставаться с кино до смерти.

### Популярность в некоторых зарубежных странах

#### Азербайджан
У граждан Азербайджана актриса полюбилась в роли Рефугио из сериала «Руби», который прошёл в 2010 году.

#### РФ
В России актрису любят по ролям Росарио Аранда («Истинная любовь») и Сокорро де Монтес из сериала Мачеха. Телесериал «Мачеха» демонстрировался и в Грузии, где она также полюбилась в роли Сокорро.

#### Турция
В Турции актриса известна благодаря роли Бенито Гарридо из сериала «Я твоя хозяйка».

## Фильмография

### Актриса

#### Сериалы

##### Свыше 2-х сезонов
- 1985—2007 — Женщина, случаи из реальной жизни (22 сезона)
- 2003—2004 — C Гайолой (6 сезонов) — Чата
- 2008 — Роза Гваделупе (4 сезона) — Йойя

##### Televisa
- 1969 — Ты — моя семья
- 1973 — Моя первая любовь — Беби
- 1975 — Противоречивые миры — Моника де ла Мора
- 1975 — Чудо жизни — Дженни Гордон
- 1979 — Девушка из предместья — Лаура
- 1979 — Пламя твоей любви
- 1982 — Габриэль и Габриэла — Габриела (главная роль)
- 1983 — Страстная Иаабела — Исабела (главная роль)
- 1988 — Грех Оюки — Оюки (главная роль)
- 1996 — Виновность — Сугита
- 1997 — Хорошие люди — Алисия Думас де Кляйн
- 1998 — Анхела — Делия Белатти Рольдан
- 1999 — Мятежная душа — Клара Эрнандес
- 2001 — Рождество без конца — Теофила
- 2001 — Попробуй забыть меня — Сабина
- 2003 — Истинная любовь — Росарио Аранда
- 2003-04 — Полюбить снова — Иоланда Бельтран
- 2004 — Руби — Рефухио Очоа Виуда де Перес
- 2005-07 — Мачеха — Сокорро де Монтес
- 2006 — Битва страстей — Луба
- 2007 — Чистая любовь — Клара «Кларита» Эрнандес Гарсия
- 2008 — Удар в сердце — Ньевес Очоа
- 2008 — Завтра - это навсегда — Рефухио Росарио
- 2009 — Успешные сеньориты Перес — Рената «Роса» Мансанилья де ла Крус
- 2010 — Я твоя хозяйка — Бенито Гарридо (в титрах не указана)
- 2011-12 — Та, что не может любить — Мария
- 2012 — Настоящая любовь — Канделария Корона
- 2013-14 — Моя любовь навсегда — Тита

#### Фильмы
- 1965 — Гангстер (дебют; в титрах не указана)
- 1966 — Паника
- 1967 — Возвращение стрелка — Аниса (в титрах — Ana Martin)
- 1969 — Хулиган
- 1974 — Первый шаг женщины — женщина (главная роль)
- 1974 — Жена дьявола
- 1976 — Договор — Тереса
- 1978 — Место без границ — Хапонесита
- 1979 — Никчёмные люди — Роса
- 1979 — Пожизненное заключение — Криада
- 1996 — Приятное общество — Нора

##### Совместных производителей
- 2001 — Разбитые сердца (Мексика-Бразилия-Уругвай) — Селина

#### Телефильмы
- 2001 — Времена бабочек — мама
- 2004 — Руби... Нахальная (дополнение к сериалу) — Рефугио Окампо

### В качестве продюсера

#### Сериалы

##### Свыше 2-х сезонов
- 1998—2002 — Журналисты (9 сезонов) — Испания

##### Televisa
- 1989 — Умираю, чтобы жить

## Награды и премии

### TVyNovelas
Ана Мартин всего номинировалась 9 раз на премию, из них победила в 4-х номинациях из 9.
- 1983 — Лучшая актриса — Габриэль и Габриэла — проигрыш.
- 1985 — Лучшая актриса — Страстная Исабела — проигрыш.
- 1989 — Лучшая отрицательная роль — Грех Оюки — проигрыш.
- 2004 — Лучшая великая актриса — Истинная любовь — ПОБЕДА.
- 2005 — Лучшая актриса второго плана — Руби — ПОБЕДА.
- 2006 — Лучшая великая актриса — Мачеха — проигрыш.
- 2008 — Лучшая великая актриса — Чистая любовь — ПОБЕДА.
- 2011 — Лучшая великая актриса — Я твоя хозяйка — проигрыш.
- 2014 — Лучшая великая актриса — Настоящая любовь — ПОБЕДА.